# 気化性防錆紙
気化性防錆紙（きかせいぼうせいし、英語：Volatile Corrosion Inhibitor paper）は、防錆紙の一種である。
単に防錆紙と呼ばれたり、VCI紙、VCI paper、VCI treated paperなどと呼ばれることもある。
特に非鉄金属を対象とするときには、気化性腐食抑制紙とも呼ばれる。
定義は、「気化性さび止め剤を塗布または含浸した包装紙」とされる。

## 概要
気化性防錆紙の機構は、対象金属を包装することで、紙に塗布または含浸されている気化性さび止め剤が気化し、金属表面に吸着して錆を防ぐものである。

## JIS規格
日本産業規格（JIS）は下記の2種類がある。
- JIS Z 1535(1994)「気化性さび止め紙」
- JIS Z 0321(1997)「銅及び銅合金用気化性腐食抑制紙」

## 主なメーカー
- アドコート
- 株式会社ウインテックス
- 堀富商工株式会社
- ナワ繁株式会社
- 王子エフテックス
- Daubert Cromwell
- Armor Protective Packaging
- Cortec Corporation
- BRANO